# Solfernus
Solfernus är ett tjeckiskt black metalband bildat 2002 i Brno.

## Medlemmar
Senaste medlemmar
- Igor Hubík - gitarr
- Khaablus (Pavel Obst) - sång
- Paramba  (Tomáš Řeřucha) - basgitarr

Tidigare medlemmar
- Tomáš Corn - trummor (?-2008)
- Sigbjørn Eric Thoresen	- trummor

## Diskografi
Studioalbum
- 2005 – Hysteria in Coma

EP
- 2003 – Diabolic Phenomenon

Video
- 2007 - Metal Swamp No. 28 (delad DVD: Stíny Plamenů / Trollech / Unclean / Solfernus / Hromovlad / Panychida)